# Porter (Oklahoma)
Porter és una població dels Estats Units a l'estat d'Oklahoma. Segons el cens del 2000 tenia 574 habitants.

## Demografia
Segons el cens del 2000, Porter tenia 574 habitants, 229 habitatges, i 160 famílies. La densitat de població era de 312,1 habitants per km².
Dels 229 habitatges en un 34,5% hi vivien nens de menys de 18 anys, en un 51,1% hi vivien parelles casades, en un 15,3% dones solteres, i en un 30,1% no eren unitats familiars. En el 28,4% dels habitatges hi vivien persones soles el 13,1% de les quals corresponia a persones de 65 anys o més que vivien soles. El nombre mitjà de persones vivint en cada habitatge era de 2,51 i el nombre mitjà de persones que vivien en cada família era de 3,09.
Per edats la població es repartia de la següent manera: un 31,5% tenia menys de 18 anys, un 8,2% entre 18 i 24, un 25,6% entre 25 i 44, un 20,7% de 45 a 60 i un 13,9% 65 anys o més.
L'edat mediana era de 34 anys. Per cada 100 dones de 18 o més anys hi havia 81,1 homes.
La renda mediana per habitatge era de 21.012 $ i la renda mediana per família de 23.875 $. Els homes tenien una renda mediana de 23.750 $ mentre que les dones 16.875 $. La renda per capita de la població era de 10.718 $. Entorn del 16,1% de les famílies i el 19,7% de la població estaven per davall del llindar de pobresa.

## Poblacions més properes
El següent diagrama mostra les poblacions més properes.